# Нінанізад (Нью-Мексико)
Нінанізад (англ. Nenahnezad) — переписна місцевість (CDP) в США, в окрузі Сан-Хуан штату Нью-Мексико. Населення — 576 осіб (2020).

## Географія
Нінанізад розташований за координатами 36°44′8″ пн. ш. 108°25′31″ зх. д. / 36.73556° пн. ш. 108.42528° зх. д. (36.735678, -108.425292).  За даними Бюро перепису населення США в 2010 році переписна місцевість мала площу 9,15 км², з яких 9,01 км² — суходіл та 0,14 км² — водойми.

## Демографія
Згідно з переписом 2010 року, у переписній місцевості мешкало 688 осіб у 201 домогосподарстві у складі 151 родини. Густота населення становила 75 осіб/км².  Було 226 помешкань (25/км²).
Расовий склад населення:
| - 93,5 % — корінних американців - 2,6 % — білих - 0,1 % — чорних або афроамериканців - 0,1 % — азіатів |

До двох чи більше рас належало 3,6 %. Частка іспаномовних становила 4,2 % від усіх жителів.
За віковим діапазоном населення розподілялося таким чином: 30,2 % — особи молодші 18 років, 61,4 % — особи у віці 18—64 років, 8,4 % — особи у віці 65 років та старші. Медіана віку мешканця становила 30,3 року. На 100 осіб жіночої статі у переписній місцевості припадало 89,5 чоловіків;  на 100 жінок у віці від 18 років та старших — 84,6 чоловіків також старших 18 років.
Середній дохід на одне домашнє господарство  становив 42 523 долари США (медіана — 34 167), а середній дохід на одну сім'ю — 46 315 доларів (медіана — 35 000). Медіана доходів становила 31 250 доларів для чоловіків та 30 288 доларів для жінок. За межею бідності перебувало 23,8 % осіб, у тому числі 28,5 % дітей у віці до 18 років та 31,0 % осіб у віці 65 років та старших.
Цивільне працевлаштоване населення становило 250 осіб. Основні галузі зайнятості: освіта, охорона здоров'я та соціальна допомога — 42,8 %, публічна адміністрація — 9,2 %, мистецтво, розваги та відпочинок — 8,0 %, роздрібна торгівля — 7,2 %.